# Кувалда (группа)
Кувалда — российская метал-группа из города Спас-Клепики Рязанской области. Музыкальный стиль группы включает в себя жесткие трэш-металлические ритмы, ревущий вокал, а также быстрые мелодичные соло. Средняя длина каждой песни составляет 2-3 минуты. Тематика песен весьма напоминает американский брутал-дэт-коллектив Cannibal Corpse с поправкой на более мягкий жанр и российский колорит и включает в себя каннибализм, проблемы жителей глубинки, такие как алкоголизм на рабочем месте, производственные травмы и др. Также у группы имеется несколько песен на немецком языке — «Das Fleisch» (рус. Мясо), Betonvermischer (рус. Бетономешалка) и «Die Liebe» (рус. Любовь). Одной из наиболее известных и часто упоминаемых фанатами песен является композиция «Бетономешалка» с первого альбома «Деликатесы» 2001 года.

## История
Группа была образована в 1993-м году в городе Спас-Клепики Рязанской области. Тогда же впервые попала в ночной эфир всероссийского канала "Радио России", куда прислала демо-кассету. Основную популярность в широких массах приобрела после показа двух клипов на MTV Россия в передачах 12 злобных зрителей и Shit-парад. Так, без каких-либо капиталовложений, группа стала известна всей России.
В 2001 году был выпущен дебютный альбом «Деликатесы». Он был выпущен на кассетах и компакт-дисках. В этот альбом вошли 17 треков на русском и 2 на немецком языке + 1 бонусный трек.
В 2003 году вышел второй номерной альбом группы — «Спаси и Сохрани».
Затем кардинально меняется состав группы, перед тем, как появился мини-альбом «Алконоид». А именно поменялся барабанщик.
Далее выпускаются синглы «Блуд», «Брёвна», «Газ»
В 2012-м группа фактически распалась, но в 2019-году вокалист с сессионными музыкантами записал полноформатный альбом "Армия Тьмы", который был прохладно принят фанатами 
В 2020-м году дебютный альбом Деликатесы был переиздан на виниле. Пластинка выпущена питерским издательством ZBS records в форме циркулярной пилы в черном и кроваво-белом цвете.
В 2022-м году вышел новый концептуальный альбом «Парад нечистой силы», который в апреле 2023 года был переиздан на виниле.

## Участники

### Действующий состав
- Сергей Любавин — вокал
- Александр Рудаков — гитара
- Никита Минеев  — бас-гитара
- Александр Ветхов  — барабаны

### Бывшие участники
- Владимир Мартынкин — бас-гитара, ударные, бэк-вокал, продюсер и клипмейкер группы (1997-2012)
- Юрий Поскряков — ударные (2001-2005)
- Иван Алёшин — гитара, сведение (2010-2018)
- Николай Середов — ударные (2019)
- Артём Гончаров — гитара (2019)

## Дискография

### Студийные альбомы
- Деликатесы (2001)
- Спаси и сохрани (2004)
- Армия Тьмы  (2019)
- Парад Нечистой Силы (2022)

### EPs
- Алконоид (2009)
- Чудо-печь (2018)
- Диктатура (2019)

### Синглы
- Блуд (2011)
- Брёвна (2017)
- Газ (2018)

### Демозаписи
- Stahlbeton (1999)
- Griefen sie zu (2000)

### Официальные видеоклипы
- Песня про Сварного (2001)
- Бетономешалка (2001)
- Das Fleisch (2003)
- Алконоид (2009)
- Псих Бизнесмен (2011)
- Катюша (2012)
- Порошок (2018)
- Жених Адольф (2020)
- Колбасный Цех (2021)
- Бухой Крановщик (Sepultura - cover) (2021)
- Бетономешалка (cover) (2021)
- Секира рубит (Rammstein cover) (2022)
- Повар (2023)
- Блуд (2025)

## Публикации
- Рецензия на демо «StahlBeton» в журнале Rock City № 29, 1999 год
- Рецензия на демо «Деликатесы» в журнале Dark City № 9, 2002 год, 50 с.
- Рецензия на альбом «Деликатесы» в журнале Painkiller №12, 2001 год, 31 с.
- Рецензия на альбом «Армия Тьмы» в журнале Dark City №110, 2019 год, 58 с.
- Рецензия на альбом «Деликатесы» в журнале Necronomicon №7, 2001 год, 30—31 с.
- Рецензия на альбомы «Деликатесы» и «Спаси и Сохрани» в журнале In Rock, №15, 2005 год, 66 с. 8/10